# Biorregionalismo
La democracia biorregional (o biorregionalismo) es un sistema de administración política a partir de cambios diseñados para forzar el proceso político hacia una democracia que represente mejor las preocupaciones por la economía, el cuerpo y las preocupaciones ambientales (e.g., calidad del agua), hacia las trayectorias de desarrollo que localmente den prioridad y se adapten a diversas áreas para sus propios intereses específicos de sustentabilidad y durabilidad.
Este movimiento variado se llama democracia biorregional; es el caso de la cooperación de la línea divisoria de las aguas, representación biorregional y otros que denotan el control democrático de los campos comunes naturales y de dominación jurisdiccional local en cualquier trayectoria de desarrollo de decisión económica mientras que no quitan las protecciones generales de los derechos civiles de un estado nacional más grande.
Los mejores ejemplos conocidos son la Comisión de los Grandes Lagos de diez estados de Estados Unidos y la provincia canadiense de Ontario, que gobierna la línea divisoria de las aguas dulces más grande del mundo y la cooperación de naciones con límites del océano Glacial Ártico. Estas son entidades democráticas que cooperan en un cuerpo internacional, al dar una cierta soberanía por definición. Esta es la forma más simple de cooperación en democracia biorregional para defender una sola línea divisoria de las aguas. Pero hay formas más profundas que desafían muchas asunciones políticas.
El biorregionalismo afirma que "los componentes ambientales de una biorregión (geografía, clima, vida vegetal, vida animal, etc.) influyen directamente en las formas en que las comunidades humanas actúan e interactúan entre sí, las cuales a su vez son óptimas para que esas comunidades prosperen en su medio ambiente. Como tal, esas maneras de prosperar en su totalidad -ya sean económicas, culturales, espirituales o políticas- serán distintivas, en cierta medida, como producto de su entorno biorregional".
La perspectiva biorregionalista se opone a una economía homogénea y una cultura de consumo con su falta de administración hacia el medio ambiente. Esta perspectiva busca:
- Asegurar que las fronteras políticas coinciden con los límites ecológicos.[2]
- Resaltar la ecología única de la biorregión.
- Fomentar el consumo de alimentos locales cuando sea posible.
- Fomentar el uso de materiales locales donde sea posible.
- Fomentar el cultivo de plantas autóctonas de la región.
- Fomentar la sostenibilidad en armonía con la biorregión.[3]

El mapeo biorregional es una poderosa herramienta para aumentar la comprensión, cambiar la historia e influir en la política. Un buen mapa biorregional muestra capas de geología, flora, fauna y habitabilidad a lo largo del tiempo. Todo el contenido interdisciplinario que se integra en este tipo de mapa lo convierte en una gran herramienta de comunicación para ilustrar un enfoque ecológico. Uno de los mejores ejemplos de un mapa biorregional ricamente comunicativo es el  nuevo mapa de Cascadia de David McClosky new map of Cascadia.